# Буховци
Село Буховци се налази у општини Трговиште у Бугарској. Према подацима од 21.07.2005. године има 639 становника.